# جزيرة سوانغي
جزيرة سوانغي وهي جزيرة من جزر إندونيسيا، وتتبع إقليم كليمنتان الجنوبية في إندونيسيا.